# Станимир Стоилов – Мъри
Вижте пояснителната страница за други личности с името Станимир Стоилов.
Станимир Колев Стоилов (с прякор Мъри) е български футболист и треньор по футбол. Роден е на 13 февруари, 1967 г. в с. Въгларово, Хасковско. 
Отбелязва единствения си гол във Вечното дерби за отбора на ЦСКА през сезон 1993/94.

## Състезателна кариера
Като футболист започва кариерата си във втородивизионния Канев Хасково, откъдето през 1990 г. преминава в столичния Левски. До 1995 г. участва в 83 шамп. мача с 31 гола, 23 мача за Купата с 11 гола, 22 международни мача с 10 гола и 19 други срещи с 9 гола. Веднъж става шампион на страната (1995) и 2 пъти вдига Купата на България (1991 и 1992). До лятото на 1998 г. последователно облича екипите на турския Фенербахче, португалския Кампомайорензе, както и на българските Славия и ЦСКА.
Отбелязва единствения си гол във Вечното дерби за отбора на ЦСКА през сезон 1993/94, въпреки времето, прекарано като играч на Левски.
От сезон 1998/99 до края на кариерата си като футболист през 2003 г. отново играе за Левски, като изиграва още 120 шампионатни срещи с 6 гола, 22 мача за КРБ с 3 гола и 26 международни мача с 1 гол. На 8 март 2003 г. изиграва последния си мач срещу Славия (1:2). Общо в А група има 234 мача с 53 гола. Като футболист има 4 шампионски титли с Левски (1995, 2000, 2001, 2002) и 5 национални купи (1991, 1992, 2000, 2002, 2003). От 1992 г. до 2000 г. играе и в националния отбор на България (14 мача с 3 гола).

## Треньорска кариера
Треньорската си кариера започва в началото на 2004 г. като селекционер на юношеския национален отбор до 16 години. От лятото на 2004 г. е старши треньор на Левски, с който печели Купата на България два пъти (2005, 2007), Суперкупата на България (2005, 2007) и шампионската титла (2006, 2007). През сезон 2005/06 с отбора на Левски достига до четвъртфинал в турнира за Купата на УЕФА. С Левски става първият български треньор, чийто отбор влиза в груповата фаза на Шампионска лига.
През 2007 г. е селекционер на националния отбор на България в двата мача срещу Беларус от квалификационните групи за Европейското първенство през 2008 г. като печели и двата мача.
От 21 юни 2014 г. води ФК Астана. На 26 август 2015 г. отстранява кипърския шампион АПОЕЛ Никозия и класира тима за груповата фаза на Шампионска лига, ставайки първия български треньор класирал чуждестранен отбор. Астана е и първият отбор от Казахстан, който участва в групите на турнира. През следващия сезон (2016/17) отпада в третия квалификационен кръг на Шампионската лига след поражение от шотландския шампион Селтик, но впоследствие отстранява беларуския БАТЕ Борисов, с което се класира за груповата фаза на Лига Европа, което участие също е първо в историята на клуба. В групите на турнира попада в Група B, заедно с АПОЕЛ Никозия, Олимпиакос и Йънг Бойс. Казахстанският тим завършва на последното 4-то място, но все пак записва престижна победа над АПОЕЛ, което е първата победа за тима в груповата фаза на ЕКТ. В следващата кампания достига до плейофите на Шампионската лига, но за втора поредна година тимът на Селтик се оказва непреодолимо препятствие. Като утеха за тима е второто поредно участие в групите на Лига Европа, където попада в компанията на Виляреал, Славия Прага и Макаби Тел Авив. След като в първите пет мача записва две победи срещу Макаби и на два пъти губи от Виляреал, решаващ за класиране за фазата на елиминациите се оказва последният мач – гостуване на Славия в Прага. В чешката столица скромният казахстански отбор сътворява поредна сензация, постигайки победа с 1:0, с което си осигурява историческо първо участие в пролетната, елиминационна фаза на Лига Европа. На 1/16-финалите съперник е португалският гранд Спортинг Лисабон. Астана записва равенство 3:3 в гостуването на Лисабонските лъвове, но губи с 1:3 като домакин, с което отпада.
От 1 март 2018 г. е селекционер на националния отбор на Казахстан.
На 1 септември 2021 г. застава начело на Левски за втори път в кариерата си.
На 8 април 2023 г. Стоилов подава оставка като треньор на Левски.
На 21 ноември 2023 г. е официално обявен като старши треньор на турския втородивизионен тим Гьозтепе.

### Професионална кариера
- Канев Хасково – юноша, играе до 1990 година (100 мача с 62 гола)
- Левски – от юли 1990 година до юни 1992
- Фенербахче – от юли 1992 до юни 1993
- ЦСКА – от юли 1993 до юни 1994
- Левски (София) – от юли 1994 до юни 1995 година
- Кампомайорензе – 1996 – 1997
- Славия – сезон 1997/98 (29 мача с 12 гола)
- Левски (София) – от юли 1998 до 2002 г.

## Представяне в Левски
- 1990/91 – 38 мача; 13 гола; носител на Купата на България '91
- 1991/92 – 36 мача; 14 гола; носител на Купата на България '92
- 1994/95 – 31 мача; 15 гола; шампион на България '95
- 1998/99 /4 място/ – 32 мача; 2 гола
- 1999/00 /13 място/ – 35 мача; 3 гола; шампион на България 2000; носител на Купата на България 2000
- 2000/01 /5 място/ – 17 мача; 4 гола; шампион на България 2001
- 2001/02 /9 място/ – 45 мача; 0 гола; шампион на България 2002; носител на Купата на България 2002
- 2002/03 – 24 мача; 0 гола

Общо: 258 мача; 51 гола
- 15 място в ранглистата по участия за всички времена
- 25 място в ранглистата по вкарани голове за всички времена
- Брой сезони в „Левски“: 7,5

## Треньорска кариера
- Левски (София): от 2004 г. до 2008 г. е треньор на ПФК „Левски“. В А група има 116 мача (87 победи, 18 равни и 11 загуби с голова разлика 296:72). В турнира за Купата на УЕФА има 18 мача с 9 победи, 3 равенства и 6 загуби при голова разлика 9:21. В квалификациите и в Шампионската лига има 3 победи, 1 равенство и 8 загуби при голова разлика 9:21.
- Литекс (Ловеч): от 2008 г. до 2009 г. е треньор на ПФК „Литекс“. Печели Купата на България през 2008/09 срещу Пирин (Благоевград) с резултат 3:0. До зимната пауза на сезон 2008/09 в А група има 15 мача с Литекс – 8 победи, 4 равни и 3 загуби при голова разлика 22:13. В турнира за Купата на УЕФА има 4 мача с 1 победа, 2 равенства и 1 загуба при голова разлика 4:5.[3]
- Национален отбор: от началото на 2009 г. е треньор на националния отбор по футбол на България. Уволнен е през септември 2010.[4]
- Анортозис: от 27 декември 2010 г. е треньор на кипърския Анортозис. Напуска Анортозис в края на 2011 г.[5]
- Ботев (Пловдив) – от 1 януари 2013 става треньор на Ботев Пловдив като подписва договор за 2,5 години. [6][7] За периода, през който е треньор на Ботев (Пд), достига до финал за Купата на България през сезон 2013/14, загубен от Лудогорец с 1:0.
- Астана: Стоилов поема отбора през лятото на 2014 г. като печели 4 пъти последователно шампионата на Казахстан от 2014 до 2017 г., както и Купата на Казахстан през 2016 г. и Суперкупата на Казахстан през 2015 г.
- Левски: Станимир Стоилов става старши треньор на „ПФК Левски“. Печели Купата на България за сезон 2021/22, като финалът срещу вечния съперник ЦСКА е спечелен с 1:0.